# Let Me Go, Let Me Go, Let Me Go
Let Me Go, Let Me Go, Let Me Go är Jason Molinas andra album i eget namn. Skivan gavs ut 2006 på Secretly Canadian.

## Låtlista
Alla låtar är skrivna av Jason Molina.
1. It's Easier Now – 4:01
2. Everything Should Try Again – 4:15
3. Alone With The Owl – 2:24
4. Don't It Look Like Rain – 3:48
5. Some Things Never Try – 2:11
6. It Must Be Raining There Forever – 3:32
7. Get Out Get Out Get Out – 3:27
8. It Costs You Nothing – 3:59
9. Let Me Go Let Me Go Let Me Go – 6:39